# Steen (Minnesota)
Steen es una ciudad ubicada en el condado de Rock, Minnesota, Estados Unidos. Según el censo de 2020, tiene una población de 171 habitantes.

## Geografía
La localidad está ubicada en las coordenadas 43°30′51″N 96°15′47″O / 43.51417, -96.26306. Según la Oficina del Censo de los Estados Unidos, Steen tiene una superficie total de 1.13 km², correspondientes en su totalidad a tierra firme.

## Demografía
Según el censo de 2020, hay 171 personas residiendo en Steen. La densidad de población es de 151.33 hab./km². El 98.25% de los habitantes son blancos, el 0.58% es amerindio y el 1.17% son de una mezcla de razas. No hay hispanos o latinos viviendo en la ciudad.